# Dębowo (gromada w powiecie wyrzyskim)
Dębowo – dawna gromada, czyli najmniejsza jednostka podziału terytorialnego Polskiej Rzeczypospolitej Ludowej w latach 1954–1972.
Gromady, z gromadzkimi radami narodowymi (GRN) jako organami władzy najniższego stopnia na wsi, funkcjonowały od reformy reorganizującej administrację wiejską przeprowadzonej jesienią 1954 do momentu ich zniesienia z dniem 1 stycznia 1973, tym samym wypierając organizację gminną w latach 1954–1972.
Gromadę Dębowo z siedzibą GRN w Dębowie utworzono – jako jedną z 8759 gromad na obszarze Polski – w powiecie wyrzyskim w woj. bydgoskim, na mocy uchwały nr 24/18 WRN w Bydgoszczy z dnia 5 października 1954. W skład jednostki weszły obszary dotychczasowych gromad Dębowo, Broniewo i Małocin ze zniesionej gminy Nakło oraz obszar dotychczasowej gromady Wyrza (bez osiedla Matyldzin) ze zniesionej gminy Mrocza w tymże powiecie. Dla gromady ustalono 23 członków gromadzkiej rady narodowej.
Gromadę zniesiono 31 grudnia 1959, a jej obszar włączono do gromad Witosław (wieś Broniewo), Sadki (wieś Dębowo), Nakło (wieś Małocin) i Mrocza (wieś Wyrza) w tymże powiecie.